# Cassinia wyberbensis
Cassinia wyberbensis là một loài thực vật có hoa trong họ Cúc. Loài này được Orchard mô tả khoa học đầu tiên.